# Pim Fortuyn
Wilhelmus Simon Petrus Fortuijn, conegut com a Pim Fortuyn [pɪm fɔʁtœʏn] (Driehuis, 19 de febrer de 1948 - Hilversum, 6 de maig de 2002), va ser un carismàtic i controvertit polític, funcionari públic, sociòleg, escriptor i professor  neerlandès, fundador del partit LPF (Llista Pim Fortuyn) i assassinat durant la campanya electoral de 2002 per les seves posicions crítiques cap a les polítiques d'immigració indiscriminada i contra el fonamentalisme islàmic. Obertament homosexual i catòlic devot, defensava que l'augment d'una subcultura islamista suposava un perill per als valors democràtics dels Països Baixos. Els seus adversaris polítics l'enquadraven en la dreta populista i els seus detractors fins i tot arribaven a equiparar-lo amb personatges xenòfobs i d'extrema dreta com ara Jörg Haider a Àustria o Jean-Marie Le Pen a França, cosa a la qual que ell sempre es va oposar amb vehemència. En opinió del periodista Bruce Bawer, «la seva energia intel·lectual i la seva determinació moral no encaixava en absolut amb el burocràtic ambient del poder holandès, obsessionat amb el consens general». Va ser assassinat a trets en un pàrquing per un activista pro-drets dels animals, per «protegir els musulmans», els quals «instrumentalitzava com a boc expiatori», perquè ell apuntava als «grups més vulnerables de la societat», per «apuntar-se un gol».

## Biografia

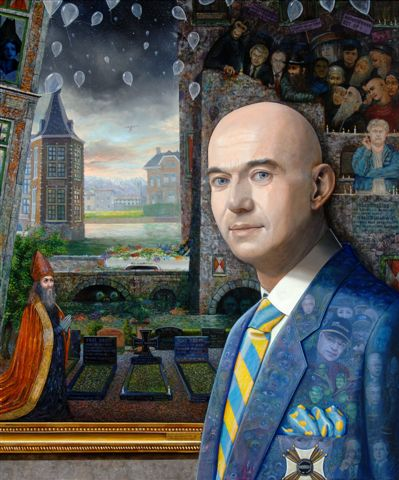
Retrat de Pim Fortuyn (per Jean Thomassen).

Fortuyn va néixer el 19 de febrer de 1948 al si d'una família catòlica a la petita ciutat costanera de Driehuis, a Holanda del Nord. Va estudiar Història, Dret i Econòmiques a Amsterdam. Va obtenir un doctorat en Sociologia i va exercir com a professor a la Universitat de Groningen. Després va ser contractat com a professor titular a la Universitat Erasmus de Rotterdam.
Quan va finalitzar el seu contracte amb la Universitat, va iniciar una prolífica etapa com a assagista. La seva primera obra, publicada el 1997, portava l'expressiu títol Contra la islamització de la nostra cultura, en la qual considerava l'islamisme una ideologia retrògrada i homòfoba que s'estava fent fort a Europa amb el beneplàcit de la classe política atrapada en la seva retòrica multiculturalista. La reacció de polítics i periodistes va ser titllar-lo de xenòfob i racista, i comparar-lo amb Jean Marie Le Pen i altres personatges anàlegs. Fortuyn al·legava que la raça no tenia res a veure amb la qüestió que ell plantejava, ja que, argumentava, «l'islam no se circumscriu a una sola raça». Per Fortuyn, el problema radicava en una «ideologia hostil a la nostra cultura», el fonamentalisme islàmic, que no considera legítim un govern laic, no accepta la igualtat de les dones ni respecta els drets de les minories (com els homosexuals). Segons la seva opinió, la integració havia fracassat.
La preocupació de Fortuyn per totes aquestes qüestions -i el que ell considerava incapacitat i falta d'honradesa per part dels polítics professionals per afrontar-les- el va decidir a presentar-se a les eleccions, poc abans de l'11-S, i sota les sigles d'un partit acabat de crear Leefbaar Nederland («una Holanda en la qual es pugui viure»). En pocs mesos, Fortuyn s'havia convertit en el líder del partit. Unes dures declaracions públiques, efectuades al febrer de 2002, en què denunciava el silenci davant el que ell va denominar cinquena columna (en referència a la immigració musulmana), van fer que els seus companys l'expulsessin de la presidència del Leefbaar Nederland.
Poc després, Fortuyn va crear el seu propi partit, Lijst Pim Fortuyn («Llista Pim Fortuyn»). La classe política, tant a la dreta com a l'esquerra, li aplicava dures desqualificacions i insults com «cacic feixista», comparant-lo amb els nazis i els feixistes dels anys 1930, fins i tot un polític demòcrata liberal va arribar a dir que Fortuyn era «Mussolini». Els mitjans de comunicació van adoptar idèntic llenguatge per referir-se a Fortuyn. Però entre la ciutadania la seva popularitat no va fer sinó augmentar i els sondejos li atorgaven enormes expectatives d'èxit. En opinió del periodista nord-americà Bruce Bawer, que vivia llavors als Països Baixos, «la seva energia intel·lectual i la seva determinació moral no encaixava en absolut amb el burocràtic ambient del poder holandès, obsessionat amb el consens general». A les eleccions locals del 6 de març, el seu partit va aconseguir la victòria (prop d'un 35%) a la important ciutat de Rotterdam, tradicional bastió laborista.
En aproximar-se la data de les eleccions presidencials neerlandeses de maig de 2002, els sondejos d'opinió van pronosticar que el partit de Fortuyn podia aconseguir 38 escons, la qual cosa el convertiria en el partit més important dels Països Baixos, i faria de Fortuyn el primer ministre.

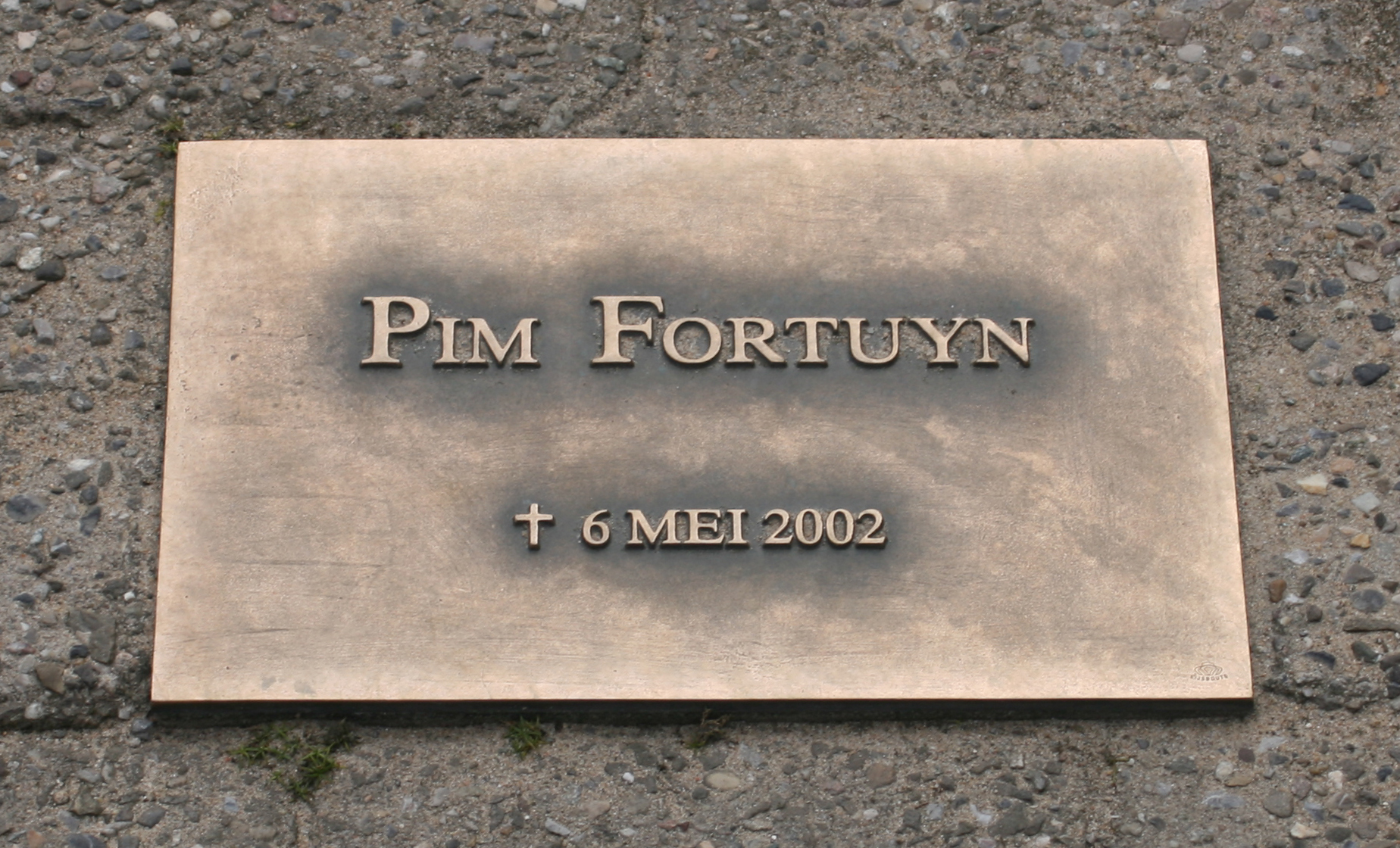
Placa commemorativa de Pim Fortuyn al pàrquing on fou assassinat.

Faltaven nou dies per a les eleccions quan Fortuyn va assistir als estudis de Ràdio 3FM, al municipi de Hilversum (Holanda del Nord), per participar en un debat electoral amb altres candidats. En finalitzar el programa, al pàrquing de l'emissora, un desconegut el va encanonar amb una pistola Astra A-100 de fabricació espanyola. Li disparar sis trets al cap, el coll i el pit. Fortuyn, de 54 anys, va morir ràpidament. Un periodista de la mateixa cadena de ràdio va baixar a l'aparcament i va narrar gairebé en directe la mort de Fortuyn. L'assassí es deia Volkert van der Graaf, un activista pro-drets dels animals de 32 anys a qui un veí va descriure com «un noi tranquil molt preocupat amb el medi ambient». Durant el judici, mesos després, Van der Graaf va confessar l'assassinat i ho va justificar perquè considerava a Fortuyn «un perill per a la societat» amb opinions «estigmatitzadores» sobre l'Islam i va explicar que l'havia assassinat per negar-li l'accés al poder polític. El tribunal el va condemnar a 18 anys de presó.

## Conseqüències i llegat
L'assassinat de Pim Fortuyn va causar una enorme commoció als Països Baixos: es tractava del primer crim polític (exclosa la Segona Guerra Mundial) que es produïa en aquest petit i tolerant país des del linxament als germans Johann de Witt i Cornelis de Witt el 1672.
Les conseqüències polítiques de l'assassinat de Fortuyn van ser profundes, tant en les eleccions que van tenir lloc uns dies després com en la cultura política neerlandesa. Les eleccions les van guanyar la democristiana CDA i la Llista Pim Fortuyn (que va decidir mantenir el seu líder com a cap de llista i va obtenir 26 diputats, convertint-se en la segona força del Parlament), mentre que el partit socialdemòcrata PvdA, que tant havia denigrat a Fortuyn, va rebre un sever càstig, i va veure reduïda la seva representació a la meitat. També el liberal VVD, que també havia destacat per la seva oposició a Fortuyn, va patir importants pèrdues electorals. Al cap de poc temps, els dos grans partits tradicionals es van veure obligats a reemplaçar els seus líders, que havien quedat desacreditats.
Però la repercussió de l'assassinat va ser més enllà de les eleccions, ja que es va posar fi al tabú holandès de no parlar sobre la immigració i la integració de l'Islam, que va passar a convertir-se, tal com clamava Fortuyn, en un tema rellevant en els debats polítics, i els partits tradicionals van adoptar punts de vista més severs sobre les polítiques d'immigració. Els Països Baixos mantenen actualment una de les polítiques més estrictes de la Unió Europea en polítiques migratòries.
Molts van considerar la somali Ayaan Hirsi Ali, diputada des de 2003 amb els demòcrates liberals, la successora natural del llegat de Fortuyn.

## Obra
- De puinhopen van acht jaar Paars